# Vesko Eschkenazy
Vesko Eschkenazy (Bulgaars: Веско Ешкенази) (Sofia, 3 maart 1970) is een Bulgaars violist die woont en werkt in Nederland.

## Loopbaan
Eschkenazy begon op vijfjarige leeftijd met vioolspelen. Vier jaar later was hij al concertmeester van het Pioneer Youth Philharmonic Orchestra. Hij studeerde aan het Bulgaars Nationaal Conservatorium in Sofia en aan de Guildhall School of Music and Drama in Londen bij onder anderen Yfrah Ne'eman. Eschkenazy won prijzen in 1985 en 1988 bij de Wieniawski Competition in Polen en de Carl Flesch Competition in Londen.
Eschkenazy was concertmeester bij het Radio Kamerorkest en het Nederlands Philharmonisch Orkest. Sinds 1999 is hij concertmeester van het Koninklijk Concertgebouworkest. Hij speelt sinds de zomer van 2000 op een Guarneri del Gesù viool uit 1738, eigendom van een anonieme sponsor uit Nederland. 
Sinds 2010 deelt hij de functie van eerste concertmeester met Liviu Prunaru.
Hij soleerde bij een groot aantal orkesten, waaronder het Koninklijk Concertgebouw Orkest, Royal Philharmonic Orchestra en het London Philharmonic Orchestra. Hij werkte samen met onder meer Riccardo Chailly, Bernard Haitink, Yuri Bashmet, Sir Colin Davis, Carlo Maria Giulini, Kurt Masur, Seiji Ozawa, Mstislav Rostropovitsj, Mariss Jansons en de jonggestorven dirigent Emil Tsjacharov. 
Eschkenazy is ook actief in de kamermuziek. Sinds 1995 vormt hij een duo met pianist Ludmil Angelov. Daarnaast speelde hij van 2005 tot 2010 in het Osiris Trio, waar hij Peter Brunt opvolgde.
- Bibsys: 9017246
- Gemeinsame Normdatei: 135419972
- International Standard Name Identifier: 0000 0001 0992 5315
- Library of Congress Control Number: n2008040360
- MusicBrainz: 12564940-0ef2-49fd-b392-7a8a3fc731de
- Virtual International Authority File: 80172653
- WorldCat: E39PBJpDKVj8g6McvJpryfPWjC